# Бршљан (род)
Бршљан (лат. Hedera) биљни је род из породице Araliaceae. Расту у западној, централној и јужној Европи, Макаронезији, северозападној Африци и средњој и јужној Азији.

## Врсте
- Hedera algeriensis
- Hedera canariensis
- Hedera colchica
- Hedera cypria
- Hedera iberica
- Hedera maderensis
- Hedera maroccana
- Hedera nepalensis
- Hedera pastuchovii
- Hedera rhombea
- Hedera azorica
- Hedera helix
- Hedera hibernica